# 1484
Năm 1484 là một năm trong lịch Julius.